# Гомес Фариас, Валентин
Валентин Гомес Фариас (исп. Valentín Gómez Farías, 14 февраля 1781, Гвадалахара — 5 июля 1858, Мехико) — мексиканский политик, пятикратно исполнявший обязанности президента Мексики. Одна из крупнейших мексиканских политических фигур своего времени, пользовался репутацией честного и неподкупного человека. Республиканец и антиклерикал, после гибели Висенте Герреро возглавлял левое крыло либералов — «пурос» (крайних). 

## Ранние годы
Валентин Гомес Фариас родился 14 февраля 1781 года в Гвадалахаре. Отец — коммерсант Хосе Лухардо Гомес де ла Вара, родившийся в Испании, мать — Мария Хосефа Мартинес-и-Фариас.
В 1800 году окончил семинарию в Гвадалахаре, где проникся революционными идеями. Затем изучал медицину в Университете Гвадалахары, который закончил в 1807 году. После окончания университета получил возможность работать учителем в Агуаскальентес. В 1812 году был избран депутатом Кадисских кортесов, которые приняли Конституцию 1812 года. В 1821 году присоединился к Плану Игуалы, завершению Мексиканской войны за независимость и был депутатом на первом конституционном конгрессе Мексики, провозгласившем императором Агустина I.
4 октября 1817 года женился на Исабель Лопес. У них было шестеро детей, но двое из них умерло в младенческом возрасте.

## Политическая карьера
С 1825 по 1830 год Гомес Фариас был сенатором от штата Халиско, затем секретарём иностранных дел в правительстве президента Мануэля Гомеса Педрасы со 2 февраля по 31 марта 1833 года. Затем он был избран вице-президентом. В этом качестве он четырежды становился временным исполняющим обязанности президента на короткие сроки: с 1 апреля по 31 мая 1833, когда Гомес Педраса был смещён Конгрессом, с 3 по 18 июня, с 3 июля по 27 октября того же года, и с 15 декабря 1833 по 24 апреля 1834 года, в ходе перерывов в президентских сроках генерала Антонио Лопеса де Санта-Анны. В эти периоды либерал Гомес Фариас вынужден был иметь дело с консервативно настроенными и клерикальными кругами, находившимися в оппозиции к нему, а также с эпидемией холеры. В свою бытность на посту президента Валентин Гомес Фариас способствовал ограничению прав церкви и её влияния на общество, а также развитию и реорганизации системы образования в Мексике, ведь в преподавательской среде тоже доминировали священники. Так, например, Университет Мехико, старейшее высшее учебное заведение в Северной Америке, был закрыт в 1833 году, поскольку его преподавательский штат составляли преимущественно церковнослужители. Именно во время президентства Гомеса Фариаса в 1833 году к нему обратились представители скотоводов Техаса (бывшего в тот момент частью Мексики) с прошением отменить запрет на иммиграцию в Техас переселенцев англосаксонского происхождения, а также позволить им организовать местную администрацию. Гомес Фариас отверг прошение, а доставившего его делегата, Стивена Остина, заключил в тюрьму, откуда последнего освободил Санта-Анна, снова заступив на пост президента. В 1835 году началась Техасская революция, закончившаяся в конечном счёте присоединением Техаса к США. Одним из главных действующих лиц революции был Остин.
Политика Гомеса Фариаса во время его президентства в начале 1834 года вызвала такое недовольство консерваторов, что Санта-Анна произвёл государственный переворот, отстранив его от власти, выслав из страны и распустив Конгресс. В 1838 году он вернулся и присоединился к восстанию генерала Хосе де Урреа против Санта-Анны. Восстание потерпело поражение, и Гомес Фариас вынужден был бежать в США. В 1845 году, когда американская армия вторглась на территорию Мексики, он вернулся в Мексику. 
6 декабря 1846 года был формально восстановлен мексиканский Конгресс. 24 декабря 1846 Гомес Фариас был назначен вице-президентом при президенте Антонио де Санта-Анна, и, так как Санта-Анна взял на себя командование войсками, он остался выполнять обязанности президента. Снова оказавшись на посту президента, Гомес Фариас убедил реформистов, что война должна быть оплачена средствами, принадлежащими церкви. Это вызвало восстание в Мехико. После этого Санта-Анна, вернувшись с фронта, сместил Гомеса Фариаса с поста президента. Позже, уже в качестве депутата, Гомес Фариас противился заключению мирного договора с США, по которому Мексика потеряла Техас, Калифорнию, Юту и Неваду.
В 1852 году он баллотировался на пост президента, но потерпел поражение. В 1853 году Санта-Анна вернулся и захватил власть на короткий период, известный как «диктатура Санта-Анны». В 1855 году Гомес Фариас был избран президентом революционной Хунты Представителей Плана Аютлы, направленного на свержение диктатуры Санта-Анны. В начале 1856 года он был избран в Учредительный конгресс от штата Халиско, и вскоре после этого был избран почётным председателем (президентом) Конгресса. Именно этот Конгресс принял новую мексиканскую конституцию 1857 года, в основу которой легли многие идеи Гомеса Фариаса.

## Смерть и похороны
Валентин Гомес Фариас умер 5 июля 1858 года. Католическая церковь отказала в похоронах по церковному обряду, и он был похоронен во дворе дома своей дочери в Микскоаке. В июле 1933 года, его прах был перенесён в Ротонду выдающихся деятелей, в которой покоится прах людей, внёсших значительный вклад в историю Мексики.

## Память
Его имя высечено золотыми буквами (бронзой с позолотой) на Стене почёта в зале заседаний Палаты депутатов мексиканского Конгресса.